# Sangalopsis fugax
Sangalopsis fugax är en fjärilsart som beskrevs av Paul Dognin 1908. Sangalopsis fugax ingår i släktet Sangalopsis och familjen mätare. Inga underarter finns listade.